# Deca Dance (singolo)
Deca Dance è un singolo del rapper italiano J-Ax, pubblicato il 21 maggio 2009 come primo estratto dall'album omonimo.
Deca Dance ha debuttato nella classifica dei singoli digitali più scaricati in Italia alla ventesima posizione ed è riuscito a raggiungere anche la posizione 136 della Euro top 200.

## Descrizione
Il titolo del brano è un gioco di parole fra i termini "decade", "dance" e "decadenza", in riferimento agli anni duemila come periodo di decadenza della musica dance, in voga fino alla fine degli anni novanta. Inoltre il termine "deca" è anche una citazione del brano Con un deca degli 883, citati più volte nel corso di Deca Dance.
Nel testo del brano vengono fatti numerosi riferimenti alla musica e alla cultura pop, con particolare riferimento agli anni ottanta e novanta. Vengono citati 2Pac, Michael Jackson, George Michael, Cyndi Lauper ed il suo brano Girls Just Want to Have Fun, Mauro Repetto, Ken e Raul, personaggi dell'anime Ken il guerriero, il film Animal House, Bruno Sacchi, protagonista del telefilm I ragazzi della 3ª C, Jovanotti ed il suo brano Gimme Five, Ugo Fantozzi, "Viuuulenza", slogan di Diego Abatantuono ai tempi del film Eccezzziunale... veramente, gli 883 ed i loro brani Nella notte e Con un deca, Beverly Hills 90210 e la sua protagonista Brenda Walsh, Lino Banfi, Edwige Fenech, il gelato Calippo Fizz, Licia e i Bee Hive, protagonisti di Kiss Me Licia, Drive In, Non è la Rai, Deejay Time e il Sega Mega Drive.

## Video musicale
Il videoclip è stato diretto da Gaetano Morbioli ed è entrato nella rotazione dei canali tematici a partire dal 29 maggio 2009. L'anteprima è stata trasmessa alle ore 15:00 durante la trasmissione di MTV Total Request Live. Nel video J-Ax interpreta il ruolo di un alieno che si schianta sulla Terra con la sua astronave a forma di uovo nell'anno 1983. Ricercato dai militari, l'alieno Ax viene nascosto da alcuni bambini, che lo aiutano anche a ripartire. Dall'astronave l'alieno permette ai bambini di poter volare con la propria bicicletta. L'intero video è una citazione del film E.T. l'extra-terrestre di Steven Spielberg. Nel momento in cui i bambini fanno vedere a J-Ax una videocassetta si nota nel video Sandy Marton mentre si esibisce nel suo successo People from Ibiza.

## Tracce
1. Deca Dance – 3:10